# MetroCentre

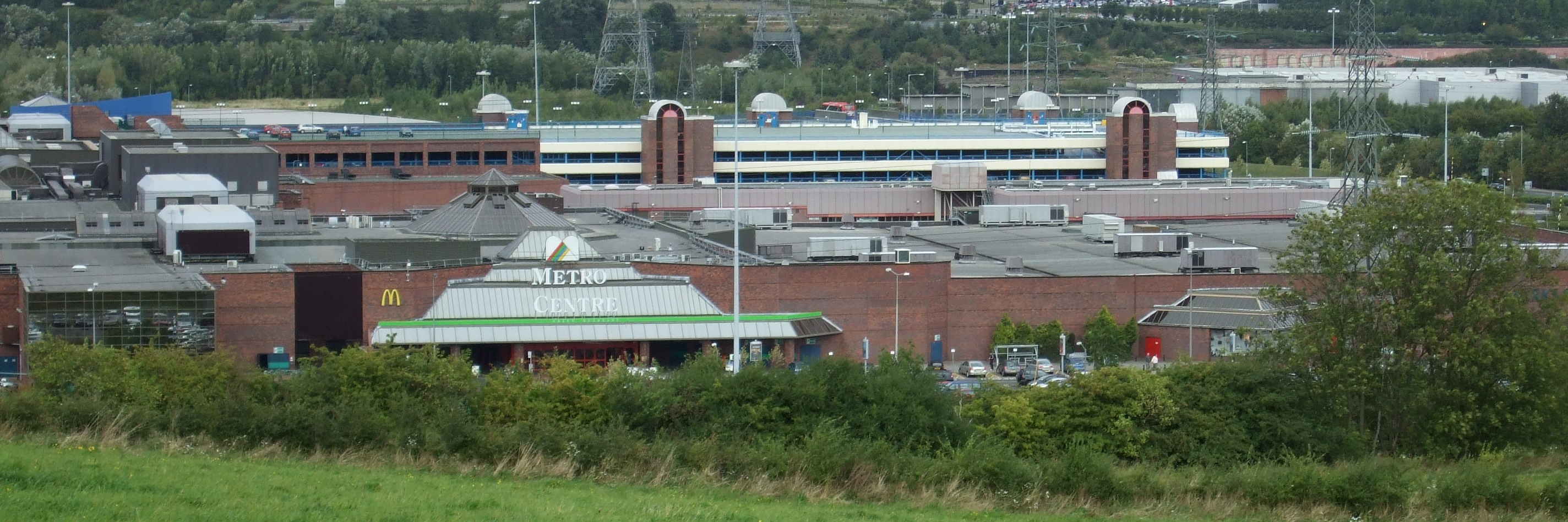
MetroCentre

MetroCentre est un centre commercial du Royaume-Uni. Il est à ce jour, le plus grand centre commercial de toute l'Union européenne. Situé à Gateshead sur un ancien site industriel, près de la rivière Tyne, MetroCentre a ouvert ses portes le 14 octobre 1986 et compte 342 magasins occupant 194 100 m2.